# Knipe Tarn
Der Knipe Tarn [naɪp tɑːn] ist ein See im Lake District, Cumbria, England.
Der Knipe Tarn liegt südöstlich von Bowness-on-Windermere. Der See hat zwei unbenannte Zuflüsse und keinen erkennbaren Abfluss.
Der See ist seit 1987 ein Site of Special Scientific Interest. Er ist ein See mit mittlerem Nährstoffgehalt und bietet eine ungewöhnlich große Artenvielfalt für einen See dieses Typs.